# Peter Marti (Fussballspieler)
Peter Marti (* 12. Juli 1952 in Langenthal; † vor oder am 24. März 2023) war ein Schweizer Fussballspieler, der für verschiedene Vereine und auch für die Nationalmannschaft spielte.

## Laufbahn
Nach seiner Juniorenzeit in Langenthal startete Marti seine Fussballkarriere zuerst bei den Junioren und dann in der ersten Mannschaft des BSC Young Boys. Er wechselte 1972 nach Zürich. Im Cupfinal 1973 schoss er das erste Tor, als der FC Zürich gegen Basel mit 2:0 nach Verlängerung den Schweizer Cup gewann.
Im Sommer 1975 wechselte Marti zum FC Basel und zu Trainer Helmut Benthaus. Bei Basel spielte er sieben Jahre, mit Unterbruch in der Saison 1981/82, als er für den FC Aarau spielte. Mit dem FCB wurde er zweimal Schweizer Meister und dreimal Uhrencupsieger. 1983 wechselte Marti endgültig nach Aarau, wo er auch seine Fussball-Laufbahn 1985 beendete.
Peter Marti spielte sechsmal für die Schweizer Nationalmannschaft.

## Titel und Erfolge
FC Zürich
- Schweizer Cupsieger: 1973

FC Basel
- Schweizer Meister:  1977, 1980
- Uhrencupsieger: 1978, 1979, 1980